# Musulmanin
Musulmanin (russisk: Мусульманин) er en russisk spillefilm fra 1995 af Vladimir Khotinenko.

## Medvirkende
- Jevgenij Mironov som Kolja Ivanov
- Aleksandr Balujev som Fedja
- Nina Usatova som Sonja
- Jevdokija Germanova som Verka
- Aleksandr Peskov